# Garnitury
Garnitury (z. jęz. francuskiego) - estetycznie ułożone na półmisku lub talerzu dodatki do potraw z mięsa, drobiu, ryb, ptactwa. Składają się z jednego (np. fasolka, groszek, kalafior itp.) lub więcej elementów, np. kilka jarzyn, grzanki. Kuchnia francuska zna setki garniturów mających swoje nazwy, np. Marengo (do smażonego kurczaka).